# إسحاق حايك
إسحاق حايك وُلِد في 13 أبريل/نيسان 1945. هو رجل أعمال إسرائيلي، مؤلف، رسام، ولاعب كرة قدم. أصبح أكبر لاعب كرة قدم محترف في العالم عندما لعب لصالح نادي إيروني أور يهودا كحارس مرمى في سن 73 عامًا.

## الحياة المبكرة والعائلة
وُلِد حايك في عائلة يهودية ثرية في العراق. والده، موشيه حايك، كان طبيبًا. في بداية عام 1951، كان إسحاق في الخامسة من عمره، هاجرت عائلة حايك إلى إسرائيل. واستقروا في معسكر العبور (الأحياء الفقيرة) في أور يهودا. مُنذ ذلك الحين، أصبح إسحاق لا ينفصل عن أور يهودا. تزوج إسحاق حايك من إيديت، ابنة مردخاي بن بورات، رئيس بلدية أور يهودا، عضو الكنيست، ووزير الحكومة لاحقًا. كان لدى إيديت وإسحاق حايك ثلاثة أطفال. أصبح شقيق إسحاق الأصغر، شاول، لاعب كرة قدم ناجحًا. كان إسحاق حايك لاعبًا في نادي هاكواه مكابي رامات جان، فاز بكأس دولة إسرائيل في الفترة 1968-1969. درس التربية والتأريخ.

## مؤلف ورسام ومستشار للشباب
انخرط حايك في مجال التصميم الجرافيكي أصبح رسام كاريكاتير في صحيفتي "حدشوت هسبورت" باللغة العبرية و "اليوم" باللغة العربية. كما رسم صورًا للعديد من الكتب.
كتب كِتابه الأول، الحرب القادمة (رامدور، 1968)، بعمر 23 عاماً فقط. أُلف الكتاب في الفترة الإسرائيلية المفعمة بالبهجة بعد حرب الأيام الستة، وصف الهجوم على إسرائيل الذي أعدته الجيوش العربية المدعومة من الاتحاد السوفييتي، وانتصار جيش الدفاع الإسرائيلي على أعدائه. و نُشر هذا المقال أصلا في فصول في صحيفة هآرتس الإسرائيلية الشهيرة. كان كتابه الثاني، نهاية الأرض (رامدور، 1969)، كتاب خيال علمي يصف حربًا عالمية وإبادة معظم البشرية، مع انضمام الكائنات الفضائية إليها أيضًا في نهاية الحرب. وفي كتابه الثالث، امرأتنا في موسكو (تشيتشيك، 1970)، وصف أنشطة الموساد في الاتحاد السوفييتي.
إلى جانب ذلك، عَمل مِن عام 1965 إلى عام 1980 مُستشارًا للشباب في أور يهودا.

## مهنة الأعمال
في عام 1980 أسس حايك شركة حايك باموت، وهي الشركة التي أصبحت أكبر مورد في إسرائيل للمراحل، الديكورات، الدعائم للأحداث، العروض، التجمعات، والاحتفالات. ردًا على رفض العديد من الممثلين وشركات المسرح الأداء في مركز أرييل للفنون المسرحية في مستوطنة أرييل الإسرائيلية بالضفة الغربية، أعلن أن شركته لن توفر بعد الآن المسارح والديكورات للمسارح التي ترفض الأداء في مسرح أرييل.

## مسيرة كرة القدم
شَغل حايك منصب المُدير الفني لفريق مكابي أور يهودا في الدرجة الثالثة، لعب كحارس مرمى لفريق إليتسور يهودا. اعتبارًا من عام 2019، يَشغِل منصب حارس مرمى فريق مكابي أور يهودا وهو أكبر حارس مرمى في البلاد. في أبريل/نيسان 2019 دخل موسوعة غينيس للأرقام القياسية باعتباره أكبر لاعب كُرة قَدم على الإطلاق، بعمر 73 عامًا.